# Glad He's Gone
Singles de Tove Lo
Diva
(2019) Bad as the Boys (en)
(2019)
Glad He's Gone est une chanson de l'auteure-compositrice-interprète suédoise Tove Lo. Elle est sortie le 31 mai 2019 en tant que premier single extrait de son quatrième album studio Sunshine Kitty.

## Clip vidéo
Le clip vidéo de Glad He's Gone est réalisé par Vania Heymann (en) et Gal Muggia. Il est filmé à Kiev pendant quatre jours au printemps 2019.
Lors des UK Music Video Awards 2019 (en), le clip est nommé dans les catégories de la meilleure vidéo pop internationale et des meilleurs effets visuels. Tove Lo, Vania Heymann, Gal Muggia et Natan Schottenfels reçoivent une nomination au prix du meilleur clip lors de la 62e cérémonie des Grammy Awards.
Plusieurs publications citent Glad He's Gone parmi les meilleurs clips vidéos de l'année 2019 : il est troisième dans le classement publié par Vulture, huitième dans celui de Slant, quatorzième dans celui d'Idolator (en), dix-septième dans celui de Pitchfork, dix-neuvième dans celui de Stereogum et trente-troisième dans celui d'Insider Inc..

## Classements hebdomadaires
| Classement (2019)                              | Meilleure position |
| ---------------------------------------------- | ------------------ |
| Belgique (Wallonie Ultratip Bubbling Under 50) | 40                 |
| Lituanie (AGATA)                               | 94                 |
| Nouvelle-Zélande (Hot Singles)                 | 19                 |
| Suède (Sverigetopplistan)                      | 38                 |